# Dedačov
Dedačov – wieś (obec) na Słowacji położona w kraju preszowskim, w powiecie Humenné. Pierwsze wzmianki o miejscowości pochodzą z roku 1543.
Według danych z dnia 31 grudnia 2010, wieś zamieszkiwało 177 osób, w tym 93 kobiety i 84 mężczyzn.
W 2001 roku względem narodowości i przynależności etnicznej wszyscy mieszkańcy deklarowali się jako Słowacy.